# Gullah

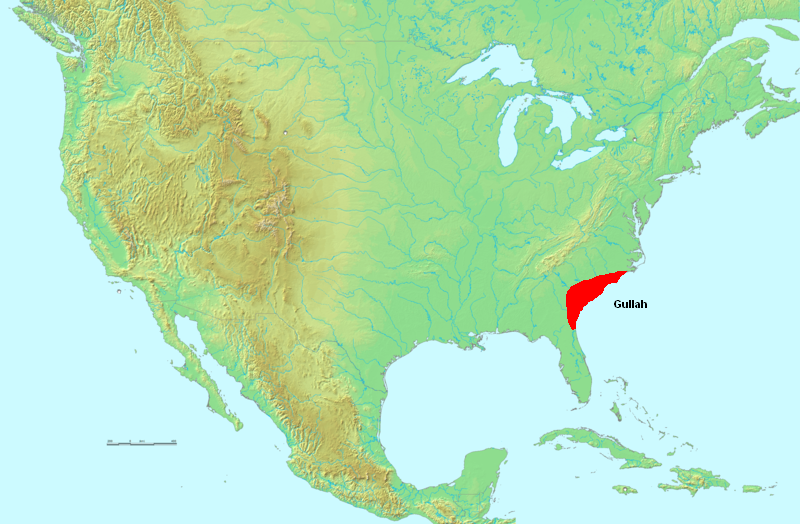
La région d'implantation des Gullah s'étendait originellement du Sud-Est de la Caroline du Nord au Nord-Est de la Floride.

Les Gullah ou Geechee sont des Afro-Américains qui vivent dans la région des îles et plaines côtières de Caroline du Sud et de Géorgie où leurs ancêtres cultivaient le riz.
Leur particularité provient de leur relatif isolement géographique. Les zones où ont été implantés leurs ancêtres esclaves au XVIIe siècle pour travailler dans les champs de riz, possèdent un climat tropical, vecteur de malaria, auquel les populations africaines se sont mieux acclimatées que les populations européennes, mais qui étaient difficiles d'accès. 
Les Gullah ont ainsi pu conserver d'importants traits culturels africains, contrairement à l'ensemble des Afro-américains. Cette influence culturelle africaine concerne notamment la gastronomie, la médecine traditionnelle, la musique, le mysticisme, l'habitat, et les vêtements. Leur langue est un créole à base d'anglais comprenant de nombreux emprunts à des langues africaines (kikongo) ou européennes et qui correspond au krio, la langue vernaculaire parlée en Sierra Leone. Depuis les années 1960, les Gullahs luttent pour préserver leurs terres face à l'implantation de complexes touristiques.
Les ancêtres des Gullahs sont originaires de Sierra Leone d'où ils ont été importés depuis 1672 à partir de l'île de Bunce, dans la baie de Freetown. Tous ne seraient pas venus directement d'Afrique, une partie d'entre eux ayant transité par des navires portugais ou hollandais via Pernambouc et la Barbade et ses implantations sucrières d'où sont venus les colons de la Caroline du Sud et avec lesquelles leurs familles ont conservé des liens d'affaires, en particulier la Barbade.
Les Gullahs ont également un lien avec les Séminoles : au XVIIIe siècle, certains esclaves Gullah échappés les ont rejoints, contribuant à former le groupe des Séminoles noirs.

## Vidéographie
- [vidéo] Histoire d'une disparition : Le peuple des Gullah Geechee, Vice news, 18 janvier 2016.